# Regierung Reynolds I
Die Regierung Reynolds I war die 22. Regierung der Republik Irland, sie amtierte vom 11. Februar 1992 bis zum 12. Januar 1993.
Nach den Parlamentswahlen am 15. Juni 1989 bildeten Fianna Fáil (FF) und die Progressive Democrats (PD) eine Koalitionsregierung. Taoiseach (Ministerpräsident) wurde Charles Haughey (FF).
Regierungschefs Haughey, der in eine Abhöraffäre verwickelt war, erklärte auf Druck des Koalitionspartners am 11. Februar 1992 seinen Rücktritt. Zu seinem Nachfolger wählte der Dáil Éireann (Unterhaus des irischen Parlaments) am 11. Februar Albert Reynolds (FF) mit 84 gegen 78 Stimmen. Die Minister wurden am selben Tag gewählt und von der Staatspräsidentin ernannt. Die Staatsminister wurden am 13. Februar ernannt.
Nach dem Rückzug der Progressive Democrats aus der Regierung am 4. November 1992 stellte Reynolds am nächsten Tag die Vertrauensfrage und unterlag mit 77 gegen 88 Stimmen. Daraufhin beantragte Reynolds die Auflösung des Parlaments. Bei der nachfolgenden Parlamentswahl am 25. November 1992 verlor Fianna Fáil 9 Mandate und kam nur noch auf 68 der 1968 Parlamentssitze. Fianna Fáil bildete gemeinsam mit der Irish Labour Party, die 18 Sitze hinzugewann, eine Koalitionsregierung.

## Zusammensetzung
| Minister                                                                          | Minister                              | Minister | Minister          | Minister | Minister          |
| Amt                                                                               | Name                                  | Partei   | Amtszeit          | Amtszeit | Amtszeit          |
| --------------------------------------------------------------------------------- | ------------------------------------- | -------- | ----------------- | -------- | ----------------- |
| Taoiseach (Ministerpräsident)                                                     | Albert Reynolds                       | FF       | 11. Februar 1992  | –        | 12. Januar 1993   |
| Tánaiste (Vizeministerpräsident) Verteidigungsminister Minister für die Gaeltacht | John P. Wilson                        | FF       | 11. Februar 1992  | –        | 12. Januar 1993   |
| Finanzminister                                                                    | Bertie Ahern                          | FF       | 11. Februar 1992  | –        | 12. Januar 1993   |
| Minister für Meeresangelegenheiten                                                | Michael Woods                         | FF       | 11. Februar 1992  | –        | 12. Januar 1993   |
| Ministerin für Tourismus, Verkehr und Kommunikation                               | Máire Geoghegan-Quinn                 | FF       | 11. Februar 1992  | –        | 12. Januar 1993   |
| Minister für Industrie und Gewerbe                                                | Desmond O’Malley                      | PD       | 11. Februar 1992  | –        | 05. November 1992 |
| Minister für Industrie und Gewerbe                                                | Pádraig Flynn                         | FF       | 4. November 1992  | –        | 04. Januar 1993   |
| Minister für Industrie und Gewerbe                                                | Bertie Ahern (kommissarisch)          | FF       | 4. Januar 1993    | –        | 12. Januar 1993   |
| Umweltminister                                                                    | Michael Smith                         | FF       | 11. Februar 1992  | –        | 12. Januar 1993   |
| Außenminister                                                                     | David Andrews                         | FF       | 11. Februar 1992  | –        | 12. Januar 1993   |
| Minister für Landwirtschaft und Ernährung                                         | Joe Walsh                             | FF       | 11. Februar 1992  | –        | 12. Januar 1993   |
| Sozialminister                                                                    | Charlie McCreevy                      | FF       | 11. Februar 1992  | –        | 12. Januar 1993   |
| Arbeitsminister                                                                   | Brian Cowen                           | FF       | 11. Februar 1992  | –        | 12. Januar 1993   |
| Justizminister/-in                                                                | Pádraig Flynn                         | FF       | 11. Februar 1992  | –        | 04. Januar 1993   |
| Justizminister/-in                                                                | Máire Geoghegan-Quinn (kommissarisch) | FF       | 4. Januar 1993    | –        | 12. Januar 1993   |
| Energieminister                                                                   | Robert Molloy                         | PD       | 11. Februar 1992  | –        | 04. November 1992 |
| Energieminister                                                                   | Albert Reynolds (kommissarisch)       | FF       | 4. Januar 1993    | –        | 12. Januar 1993   |
| Bildungsminister                                                                  | Séamus Brennan                        | FF       | 11. Februar 1992  | –        | 12. Januar 1993   |
| Gesundheitsminister                                                               | John O’Connell                        | FF       | 11. Februar 1992  | –        | 12. Januar 1993   |
| Staatsminister                                                                    |                                       |          |                   |          |                   |
| Amt                                                                               | Name                                  | Partei   | Amtszeit          | Amtszeit | Amtszeit          |
| Staatsminister/-in beim Taoiseach                                                 | Noel Dempsey                          | FF       | 11. Februar 1992  | –        | 12. Januar 1993   |
| Staatsminister/-in beim Taoiseach                                                 | Tom Kitt                              | FF       | 13. Februar 1992  | –        | 12. Januar 1993   |
| Staatsminister/-in beim Taoiseach                                                 | Noel Treacy                           | FF       | 8. September 1992 | –        | 12. Januar 1993   |
| Staatsminister im Verteidigungsministerium                                        | Noel Dempsey                          | FF       | 11. Februar 1992  | –        | 12. Januar 1993   |
| Staatsminister im Finanzministerium                                               | Noel Treacy                           | FF       | 13. Februar 1992  | –        | 12. Januar 1993   |
| Staatsminister im Außenministerium                                                | Brendan Daly                          | FF       | 13. Februar 1992  | –        | 12. Januar 1993   |
| Staatsminister/-in im Ministerium für Industrie und Gewerbe                       | Mary O’Rourke                         | FF       | 13. Februar 1992  | –        | 12. Januar 1993   |
| Staatsminister/-in im Ministerium für Industrie und Gewerbe                       | Michael Ahern                         | FF       | 13. Februar 1992  | –        | 12. Januar 1993   |
| Staatsminister im Justizministerium                                               | Willie O’Dea                          | FF       | 13. Februar 1992  | –        | 12. Januar 1993   |
| Staatsminister im Ministerium für Tourismus, Verkehr und Kommunikation            | Brendan Kenneally                     | FF       | 13. Februar 1992  | –        | 12. Januar 1993   |
| Staatsminister/-in im Umweltministerium                                           | Dan Wallace                           | FF       | 13. Februar 1992  | –        | 12. Januar 1993   |
| Staatsminister/-in im Umweltministerium                                           | Mary Harney                           | PD       | 13. Februar 1992  | –        | 04. November 1992 |
| Staatsminister im Ministerium für Landwirtschaft und Ernährung                    | John Browne                           | FF       | 13. Februar 1992  | –        | 12. Januar 1993   |
| Staatsminister im Ministerium für Landwirtschaft und Ernährung                    | Liam Hyland                           | FF       | 13. Februar 1992  | –        | 12. Januar 1993   |
| Staatsminister im Ministerium für Meeresangelegenheiten                           | Pat Gallagher                         | FF       | 13. Februar 1992  | –        | 12. Januar 1993   |
| Staatsminister im Ministerium für die Gaeltacht                                   | Pat Gallagher                         | FF       | 13. Februar 1992  | –        | 12. Januar 1993   |
| Staatsminister im Bildungsministerium                                             | Liam Aylward                          | FF       | 13. Februar 1992  | –        | 12. Januar 1993   |
| Staatsminister im Gesundheitsministerium                                          | Chris Flood                           | FF       | 13. Februar 1992  | –        | 12. Januar 1993   |

## Umbesetzungen und Umbenennungen
Nachdem im Untersuchungsausschuss zur Rindfleischindustrie Regierungschef Albert Reynolds den Vorsitzenden der Progressive Democrats, Desmond O’Malley, als unehrlich bezeichnet hatte, verließ die PD am 4. November 1992 die Regierung. Reynolds übernahm das Energieministerium, Justizminister Pádraig Flynn übernahm das Ministerium für Industrie und Gewerbe.
Pádraig Flynn trat am 4. Januar 1993 zurück und wurde Mitglied der Europäischen Kommission. Finanzminister Bertie Ahern übernahm das Ministerium für Industrie und Gewerbe, die Ministerin für Tourismus, Verkehr und Kommunikation, Máire Geoghegan-Quinn, übernahm das Justizressort.